# Diar Modar

Mapa da Mesopotâmia Superior com suas províncias em tempos medievais

Diar Modar (Diyār Mudar - "casa de Modar") é um nome medieval árabe da mais ocidental das três províncias da Jazira (Mesopotâmia Superior), as outras duas sendo Diar Baquir e Diar Rebia. Segundo Baladuri, todas as três províncias foram nomeadas em honra as principais tribos árabes que foram assentadas lá por Moáuia I (r. 661–680) no processo das conquistas muçulmanas do século VII. O Diar Modar foi assentado pela tribo dos modaritas. 
Diar Modar compreende a região de ambas as margens do médio curso do Eufrates, da área de Samósata até Ana, e inclui a área do Balique e ao sul o rio Cabur. Suas principais cidades eram Raca ao sul e Edessa (Arrua em árabe) no norte, e outras grandes cidades incluíam Harrã e Saruje. Geograficamente e politicamente nos primeiros tempos do islamismo Diar Modar geralmente fez parte da Jazira. Em meados do século X, a região permaneceu sob controle dos hamadânidas, e sob Ceife Adaulá foi retirada da Jazira e os hamadânidas de Moçul e subordinou-a à Síria do Norte, com base no Emirado de Alepo. No mesmo período, a região permaneceu sob constante ataque do ressurgente Império Bizantino.
Após os hamadânidas perderem o controle, Diar Modar e suas cidades permaneceram sob influência dos Banu Numair, com Uatabe ibne Jabar Anumairi tornando-se o governador de Harrã por 1002, enquanto Edessa foi conquistada pelos bizantinos sob Jorge Maniaces em 1032. Depois disso, a região foi dividida em uma porção praticamente governada pelos cristãos ao norte, sujeita à colonização armênia, e outra centrada em Harrã e o Eufrates que fora dominada pelas tribos árabes nômades. Os raides seljúcidas começaram nos anos 1060 e 1070, mas não foi até 1086 que o sultão seljúcida Maleque Xá I (r. 1072–1092) unificou a província sob seu controle. O advento das Cruzadas restabeleceu a divisão entre um norte cristão (o Condado de Edessa) e um sul muçulmano, que durou até meados do século XII. Os aiúbidas ganharam controle da região sob Saladino (r. 1174–1193) e mantiveram-na até a conquista mongol em 1260.